# Samsung Ativ S
Samsung Ativ S (GT-I8750 sau SGH-T899M) este un smartphone cu touchscreen fabricat de Samsung Electronics care rulează Windows Phone 8. A fost lansat la IFA Berlin în 2012 și este primul dispozitiv al lui Samsung care rulează Windows Phone 8.

## Descriere
Partea frontală are ecranul Super AMOLED, difuzorul, camera frontală, senzori și cele 3 taste.
Are un ecran Super AMOLED de 4.8 cu rezoluția de 720 x 1280 adică rezoluția HD. 
Partea din spate are camera de 8 megapixeli. Care are un bliț LED și focalizare automată. Camera frontală are 1,9 megapixeli.
Pe partea stângă este rocker-ul de volum, iar în partea de sus un microfon suplimentar și mufa audio de 3,5 mm.
În partea dreaptă se află butonul de sleep/wake și tasta dedicată camerei foto. 
În partea de jos se află mufa micro USB de încărcare și un microfon.